# Mehis Heinsaar

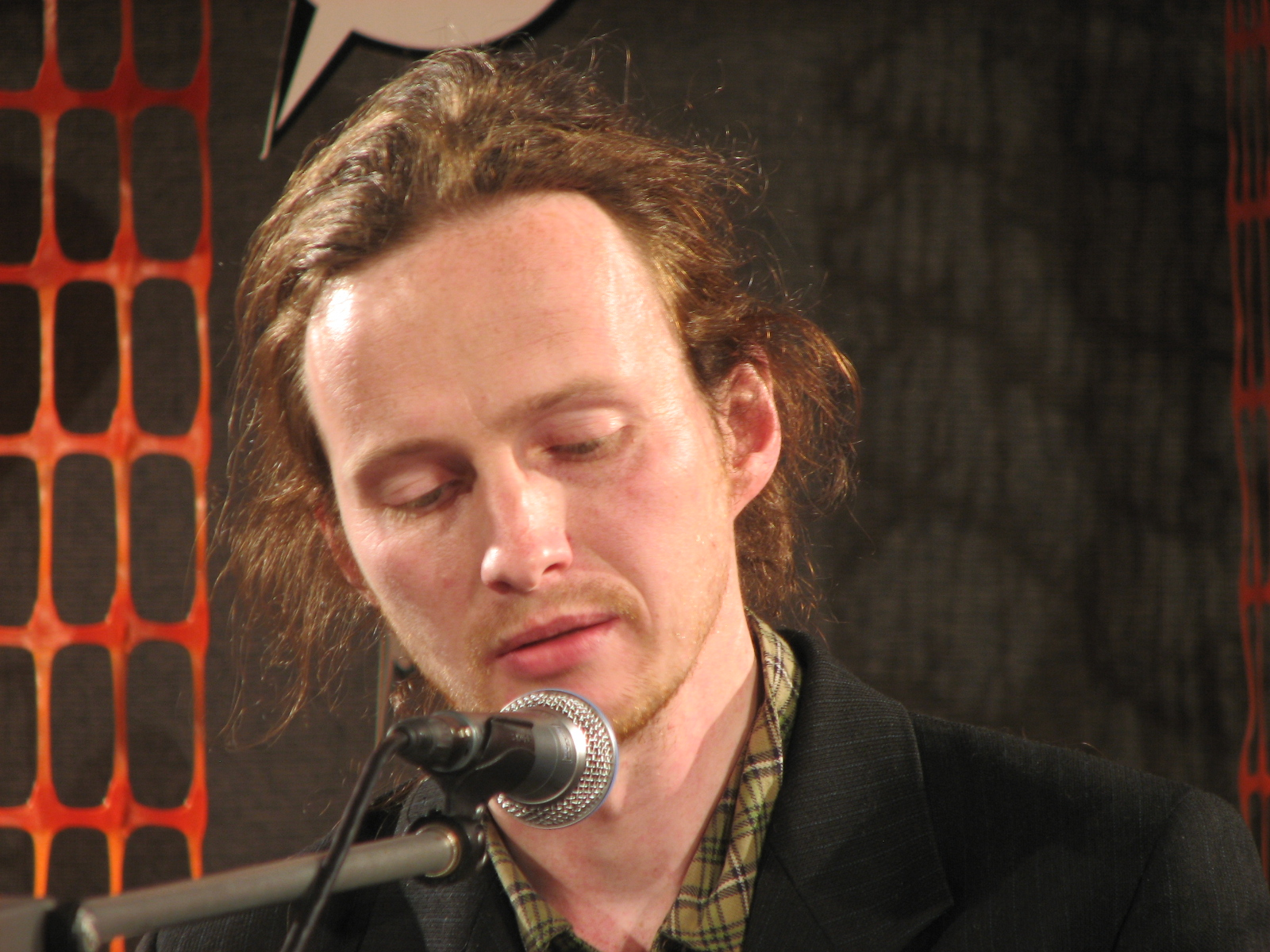
Mehis Heinsaa (2011)

Mehis Heinsaar (nascido em 1 de agosto de 1973) é um escritor estoniano. Ele tem escrito essencialmente contos. As suas histórias representam o estilo do realismo mágico.
Ele ganhou muitos prémios, entre os quais o Prémio Friedebert Tuglas de Contos três vezes (2000, 2002, 2010).